# Liste von Geothermiekraftwerken in Deutschland
Die Liste bietet einen Überblick über Geothermiekraftwerke in Deutschland.
zgW = zugeführte geothermische Wärmeleistung ca.
TWT = Thermalwassertemperatur

## Geothermiekraftwerke imNorddeutschen Becken
| KW-Name                            | Bruttoleistung in MW | Nettoleistung in MW | zgW in MW | TWT   | Prinzip               | Standort       | Betreiber                                                                                                 | Bemerkungen |
| ---------------------------------- | -------------------- | ------------------- | --------- | ----- | --------------------- | -------------- | --- | --- |
| Geothermieheizwerk Waren (Müritz)  | 1,3 MWth             | ?                   | 3,6       | 63 °C | Organic Rankine Cycle | Waren (Müritz) | Stadtwerke Waren GmbH                                                                                     | Deutschlands erstes Geothermiekraftwerk im Megawatt-Leistungsbereich zur Wärmeversorgung. Inbetriebnahme: 1984 |
| Geothermiekraftwerk Neustadt-Glewe | 0,230                | 0,075               | 3         | 98 °C | Organic Rankine Cycle | Neustadt-Glewe | Erdwärme-Kraft GbR (Vattenfall Europe Berlin, WEMAG AG (Schwerin), Energie Südwest (Landau in der Pfalz)) | in Betrieb von 2003 bis 2010                                                                                   |

## Geothermiekraftwerke imOberrheingraben
| KW-Name                      | Bruttoleistung in MW | Nettoleistung in MW        | zgW in MW | TWT    | Prinzip               | Standort            | Betreiber                 | Bemerkungen                                            |
| ---------------------------- | -------------------- | -------------------------- | --------- | ------ | --------------------- | ------------------- | ------------------------- | ------------------------------------------------------ |
| Geothermiekraftwerk Landau   | 6 – 8                | 3                          | ?         | 160 °C | Organic Rankine Cycle | Landau in der Pfalz | Geysir Europe GmbH        | in Betrieb ab 2007 (mit einer Unterbrechung 2014–2017) |
| Geothermiekraftwerk Insheim  | 6 el.                | 4,8 el., optional 6-10 th. | ?         | 165 °C | Organic Rankine Cycle | Insheim             | Pfalzwerke geofuture GmbH |                                                        |
| Geothermiekraftwerk Bruchsal | 5,5 MWth 0,55 MWel   |                            |           | 120 °C | Kalina-Kreisprozess   | Bruchsal            | EnBW                      | Inbetriebnahme 2001 (Wärme) / 2009 (zusätzlich Strom)  |

## Geothermiekraftwerke im BayrischenMolassebecken
| KW-Name                                | Bruttoleistung in MW | Nettoleistung in MW | zgW in MW | TWT         | Prinzip                                   | Standort                 | Betreiber                                                    | Bemerkungen                                                                    |
| -------------------------------------- | -------------------- | ------------------- | --------- | ----------- | ----------------------------------------- | ------------------------ | ------------------------------------------------------------ | ------------------------------------------------------------------------------ |
| Geothermiekraftwerk Dürrnhaar          | ca. 5,5 MWel         | ?                   | 50        | 135 °C      | Organic Rankine Cycle                     | Dürrnhaar                | Stadtwerke München GmbH                                      | erste Projektfinanzierung für ein Geothermiekraftwerk in Deutschland.          |
| Geothermiekraftwerk Kirchstockach      | ca. 5,5 MWel         | ?                   | 50        | 136 °C      | Organic Rankine Cycle                     | Kirchstockach            | Stadtwerke München GmbH                                      | Projektfinanzierung                                                            |
| Geothermiekraftwerk Kirchweidach       | 0,9                  | 0,65                | ?         | 130 °C      | Modulares Organic Rankine Cycle Kraftwerk | Kirchweidach             | Kirchweidacher Energie GmbH                                  | Das Kraftwerk besteht aus 6 optisch gleichen ORC Modulen in Containerbauweise. |
| Geothermiekraftwerk Traunreut          | ?                    | 3-4 el ? th         | ?         | 118 °C      | Organic Rankine Cycle                     | Traunreut                | Geothermische Kraftwerksgesellschaft Traunreut               | Stromlieferung ab 3. Quartal 2014.                                             |
| Geothermiekraftwerk Holzkirchen        | ca. 3,4 MWel         | ?                   | ?         | 155 °C      | Organic Rankine Cycle                     | Holzkirchen (Oberbayern) | Geothermie Holzkirchen GmbH                                  | Probebetrieb Kraftwerk ab 1. Quartal 2019                                      |
| Geothermiekraftwerk Sauerlach          | ca. 5 MWel           | ?                   | ?         | 140 °C      | Organic Rankine Cycle                     | Sauerlach                | Stadtwerke München GmbH                                      |                                                                                |
| Geothermiekraftwerk Laufzorn           | 4,3 el               | ?                   | 38        | 130 °C      | Organic Rankine Cycle                     | Oberhaching              | Erdwärme Grünwald GmbH                                       |                                                                                |
| Geothermiekraftwerk Taufkirchen        | 4,3 el               | ?                   | ?         | 136 °C      | Kalina-Kreisprozess                       | Taufkirchen              | Daldrup & Söhne AG, ab 2020 IKAV-Gruppe                      |                                                                                |
| Geothermiekraftwerk Unterhaching       | 3,36 el / max. 38 th | ?                   | 38        | 122 °C      | Kalina-Kreisprozess                       | Unterhaching             | Geothermie Unterhaching GmbH & Co KG (Gemeinde Unterhaching) | Kalina-Kraftwerk seit 2017 nicht mehr in Betrieb                               |
| Geothermieheizwerk Unterföhring        |                      | 22th                | ?         | 87 °C 93 °C |                                           | Unterföhring             | GEOVOL, im Besitz der Gemeinde Unterföhring                  | Anlage 1 seit 2009 Anlage 2 seit 2016                                          |
| Geothermiekraftwerk Kirchanschöring    |                      |                     |           |             |                                           | Kirchanschöring          | Rupertiwinkel GmbH                                           | Nach erfolgloser Bohrung 2021 eingestelltes Projekt                            |
| Geothermiekraftwerk Garching a. d. Alz | 5,3 MWel             |                     |           |             |                                           | Garching an der Alz      | Silenos Energy Geothermie Garching a. d. Alz GmbH & Co. KG   | Inbetriebnahme März 2021                                                       |
| Geothermiekraftwerk Braunau-Simbach    | 9 MWth 0,2 MWel      |                     |           | 82 °C       | Organic Rankine Cycle                     | Simbach am Inn           | E.ON Bayern                                                  | Inbetriebnahme Herbst 2001                                                     |